# Gerrit Holtmann
Gerrit Holtmann (Bremen, 25 maart 1995) is een Duits-Filipijns voetballer, die doorgaans speelt als flankaanvaller. In juli 2016 maakte hij de overstap van Eintracht Braunschweig naar 1. FSV Mainz 05. 

## Clubcarrière
Holtmann doorliep de jeugdreeksen van FC Sparta Bremerhaven, Leher Turnerschaft, OSC Bremerhaven, Werder Bremen, JFV Bremerhaven en Eintracht Braunschweig. In 2015 maakte hij de overstap naar het eerste elftal van Braunschweig en debuteerde in de 2. Bundesliga. Op 27 april 2015 mocht Holtmann van coach Torsten Lieberknecht starten in de wedstrijd tegen FC Erzgebirge Aue. Na twee minuten gaf hij een assist aan Jan Hochscheidt die het eerste doelpunt op het bord zette. Een half uur voor tijd werd Holtmann vervangen door Julius Düker in verband met een blessure. Vanaf het seizoen 2016/17 kwam Holtmann uit voor 1. FSV Mainz 05, toen uitkomend in de Bundesliga. Op 21 september 2016 maakte hij zijn debuut tegen Werder Bremen. Acht minuten voor tijd kwam Holtmann Fabian Frei bij een 1–0 achterstand vervangen. Drie minuten voor tijd wist Yunus Mallı de gelijkmaker te scoren en in blessuretijd gaf Holtmann de assist voor Pablo De Blasis die het winnende doelpunt wist te scoren. Op 8 december 2016 maakte Holtmann zijn Europees debuut tijdens de Europa League. Drie minuten voor tijd kwam hij Pablo De Blasis vervangen in de wedstrijd tegen Qäbälä PFK. Op 2 december 2017 scoorde hij het enige thuisdoelpunt in de met 1–3 verloren wedstrijd tegen FC Augsburg.

## Clubstatistieken
| Seizoen | Club                   | Competitie    | Competitie | Competitie | Beker | Beker | Internationaal | Internationaal | Totaal | Totaal |
| Seizoen | Club                   | Competitie    | Wed.       | Dlp.       | Wed.  | Dlp.  | Wed.           | Dlp.           | Wed.   | Dlp.   |
| ------- | ---------------------- | ------------- | ---------- | ---------- | ----- | ----- | -------------- | -------------- | ------ | ------ |
| 2014/15 | Eintracht Braunschweig | 2. Bundesliga | 1          | 0          | —     | —     | —              | —              | 1      | 0      |
| 2015/16 | Eintracht Braunschweig | 2. Bundesliga | 30         | 4          | 2     | 2     | —              | —              | 32     | 6      |
| 2016/17 | 1. FSV Mainz 05        | Bundesliga    | 5          | 0          | —     | —     | 1              | 0              | 6      | 0      |
| 2017/18 | 1. FSV Mainz 05        | Bundesliga    | 17         | 2          | 1     | 0     | —              | —              | 18     | 2      |
| 2018/19 | 1. FSV Mainz 05        | Bundesliga    | 4          | 0          | 1     | 0     | —              | —              | 5      | 0      |
| 2019/20 | → SC Paderborn         | Bundesliga    | 24         | 1          | 2     | 0     | —              | —              | 26     | 1      |
| 2020/21 | VfL Bochum             | 2. Bundesliga | 30         | 4          | 3     | 1     | —              | —              | 33     | 5      |
| 2021/22 | VfL Bochum             | Bundesliga    | 29         | 5          | 4     | 0     | —              | —              | 33     | 5      |
| 2022/23 | VfL Bochum             | Bundesliga    | 23         | 1          | 3     | 0     | —              | —              | 26     | 1      |
| 2023/24 | → Antalyaspor          | Süper Lig     | 7          | 0          | 1     | 1     | —              | —              | 8      | 1      |
| 2023/24 | → Darmstadt 98         | Bundesliga    | 0          | 0          | 0     | 0     | —              | —              | 0      | 0      |
| Totaal  | Totaal                 | Totaal        | 170        | 17         | 17    | 4     | 1              | 0              | 188    | 21     |

Bijgewerkt op 8 februari 2019.

## Interlandcarrière
Holtmann maakte deel uit van Duitsland U20.  